# Krasna
Krasna (ukrajinsky Красна, doslova „červená řeka“) je řeka v Luhanské oblasti na Ukrajině. Je 151 km dlouhá. Povodí má rozlohu 2710 km².

## Průběh toku
Pramení na Středoruské vysočině. Ústí zleva do Severního Doňce (povodí Donu).

## Vodní stav
Zdrojem vody jsou převážně sněhové srážky.

## Využití
Na řece leží města Svatove a Kreminna.